# 張國立 (作家)
張國立（1955年3月26日—），是台湾的作家。祖籍江蘇省金壇縣，生於臺北市，1978年輔仁大學東方語文學系畢業。曾獲第四、七屆時報文學獎小說佳作及評審獎，第二屆皇冠大眾小說獎百萬首獎得主。曾任《時報周刊》撰述委員、社長兼總編輯（1996年5月29日至2009年5月31日）。2000年11月與台灣前新聞主播趙薇結婚。

## 作品
- 《小鎮罪行》，時報文化出版，1988年2月1日出版
- 《保衛蒙古人》，遠流出版，1989年10月16日出版，ISBN 9573201712
- 《都市男女兵法》，遠流出版，1991年3月16日出版 ， ISBN 9573211327
- 《陰陽法王》，皇冠文化，1992年8月1日出版，ISBN 9573308150
- 《謀殺愛情》，皇冠文化，1992年11月1日出版，ISBN 9573308509
- 《無限江山》，皇冠文化，1992年11月14日出版，ISBN 9789573308553
- 《嘿，你到過忠孝東路沒有？》，皇冠文化，1994年10月20日出版，ISBN 9573311305
- 《哈囉！先生貴姓大名？》，皇冠文化，1995年4月30日出版，ISBN 9578030436
- 《F-16戰隼式戰機》，麥田出版，1995年7月出版，ISBN 957708298X
- 《佔領龐克希爾號》，皇冠文化，1995年12月27日出版，ISBN 9573312794
- 《小五的時代》，聯合文學，1996年6月1日出版，ISBN 9575221435
- 《未來戰機》，麥田出版，1996年7月出版，ISBN 9577086349
- 《小紅帽的黑色檔案》，幼獅文化，1996年9月20日出版，ISBN 9575309189
- 《幻象2000戰機》，麥田出版，1996年12月出版，ISBN 9577084575
- 《愛你一萬年》，皇冠文化，1997年1月1日出版，ISBN 9573313723
- 《匈奴》，皇冠文化，1998年2月1日出版，ISBN 9573315394
- 《最後的樓蘭女》，皇冠文化，1998年8月8日出版，ISBN 9573315637
- 《武靈王之死》，皇冠文化，1999年9月14日出版，ISBN 9573316684
- 《一口咬定義大利》，皇冠文化，2000年8月15日出版，ISBN 9573317354
- 《Saltimbocca，跳進嘴裡》，時報文化，2000年11月1日出版，ISBN 9571332437
- 《大齙牙咬到西班牙》，皇冠文化，2001年6月6日出版，ISBN 9573317990
- 《鳥人一族》，印刻出版，2002年4月30日出版，ISBN 9573014289
- 《亞當和那根他媽的肋骨》，皇冠文化，2002年11月4日出版，ISBN 9573319063
- 《清明上河圖》，皇冠文化，2003年12月8日出版，ISBN 9573320002
- 《我真的熱愛女人》，皇冠文化，2004年9月13日出版，ISBN 9573320878
- 《再咬幾口義大利》，皇冠文化，2005年3月8日出版，ISBN 9573321246
- 《女人讓我缺氧》，皇冠文化，2005年7月20日出版，ISBN 9573321599
- 《17歲，爽》，皇冠文化，2006年1月23日出版，ISBN 9573322137
- 《男人終於說實話》，皇冠文化，2007年1月15日出版，ISBN 9573322978
- 《天使與魔鬼大現場》，時報文化，2009年4月23日出版，ISBN 9789571350141
- 《偷眼淚的天使》，皇冠文化，2010年5月3日出版，ISBN 9789573326601
- 《棄業偵探：沒有嘴巴的貓，拒絕脫罪的嫌疑犯》，推守文化，2011年12月7日出版，ISBN 9789866570650
- 《棄業偵探：不會死的人，一直在逃亡的億萬富翁》，推守文化，2012年4月25日出版，ISBN 9789866570803
- 《搶神大作戰》，伍兩柒 著，讀癮出版，2013年10月3日出版，ISBN 9789868883369
- 《張大千與張學良的晚宴》，印刻出版，2014年2月25日出版，ISBN 9789865823665
- 《鄭成功密碼》，讀癮出版，2014年11月5日出版，ISBN 9789869101233
- 《一口咬掉人生》，時報文化，2015年出版，ISBN 9789571363509
- 《戰爭之外》，印刻出版，2016年1月14日出版，ISBN 9789863870746
- 《愛情的規律與範圍》，時報文化，2017年3月21日出版，ISBN 9789571369235
- 《海龍改改》，巴巴文化出版，2017年7月5日出版，ISBN 9789869300780
- 《金陵福：史上第二偉大的魔術師》，印刻出版，2018年2月1日出版，ISBN 9789863872214
- 《炒飯狙擊手》，馬可孛羅出版，2019年1月27日出版，ISBN 9789578759527
- 《乩童警探：偏心的死刑犯》，鏡文學，2020年4月24日出版，ISBN 9789869886802
- 《乩童警探：雙重謀殺》，鏡文學，2020年9月25日出版，ISBN 9789869886871
- 《小蜜蜂XX》，巴巴文化出版，2020年9月28日出版，ISBN 9789869880343
- 《乩童警探：死亡的深度》，鏡文學，2021年1月29日出版，ISBN 9789869950244
- 《私人間諜》，鏡文學，2022年3月16日出版，ISBN 9786267054406
- 《大碗另加：小說家的飲食滋味》，境好出版，2022年9月7日出版，ISBN 9786267087558
- 《我受夠了》，印刻出版，2023年6月1日出版，ISBN 9789863876595
- 《臺灣神鬼傳奇: 太子與鐵道上的男孩》，鏡文學，2023年10月27日出版，ISBN 9786267229798
- 《第三顆子彈》，晴好出版，2024年3月6日出版，ISBN 9786267396391
- 《神鬼當鋪》，晴好出版，2024年7月10日出版，ISBN 9786267396902
- 《消失的沙漠中隊》，晴好出版，2024年9月4日出版，ISBN 9786267528259
- 《目擊證鬼：神鬼當鋪2》，晴好出版，2025年2月5日出版，ISBN 9786267528648

## 與他人合著的作品
- 《海龍改改：消失的猿田彥之眼》，張國立、韓采君 著，巴巴文化出版，2021年3月24日初版，ISBN 9789860609714
- 《火車慢跑！19種你沒看過的北海道》，張國立、趙薇 著，皇冠文化出版，2013年12月16日初版，ISBN 9789573330400
- 《男人的日本，女人的日本》，張國立、趙薇 著，皇冠文化出版，2012年6月18日初版，ISBN 9789573329114
- 《張國立＋趙薇的北京飯團》，張國立、趙薇 著，時周文化出版，2008年8月1日初版，ISBN 9789867586698
- 《吃垮達文西：張國立＋趙薇的法國飯團》，張國立、趙薇 著，時周文化出版，2006年5月15日初版，ISBN 9867586344
- 《波蘭，啥米碗糕？》，張國立、趙薇 著，時周文化出版，2005年11月10日初版，ISBN 9867586298
- 《張國立＋趙薇的上海飯團》，張國立、趙薇 著，時周文化出版，2005年4月8日初版，ISBN 9867586212
- 《張國立＋趙薇的香港飯團》，張國立、趙薇 著，時周文化出版，2004年7月31日初版，ISBN 9867586093
- 《兩個人的日本》，張國立、趙薇 著，皇冠文化出版，2003年11月7日初版，ISBN 9573319942
- 《古國奇兵：伊拉克、約旦、希臘》，張國立、林耀德 著，閱讀地球文化出版，2003年3月20日初版，ISBN 9572845934
- 《兩個人的義大利》，張國立、趙薇 著，皇冠文化出版，2002年5月27日初版，ISBN 9573318709

## 外部連結
- 張國立 - 專欄 - 自由評論網 (ltn.com.tw) （页面存档备份，存于）
- 融合台灣宮廟文化與玄幻元素的冷硬派 — 提子墨評《乩童警探》